# Vladimir Belyaev
Vladimir Georgiyevich Belyayev (Nalchik, 15 de setembro de 1933 - 23 de janeiro de 2001) foi um futebolista soviético, que atuava como goleiro.

## Carreira
Vladimir Belyaev fez parte do elenco da Seleção Soviética de Futebol, na Copa do Mundo de 1958. 